# ラン・チリ航空621便墜落事故
ラン・チリ航空621便墜落事故は、1961年4月3日マケウエ空港（テムコ）発、ロス・セリージョス空港（サンティアゴ）行きのラン・チリ航空（現LATAM チリ）621便として運航されたDC-3が墜落し、2015年1月にアンデス山脈で機体が発見された事故である。
事故機の乗客にはコパ・チリに出場したクルブ・デ・デスポルト・グリーン・クロスの選手8人、スタッフ2人が含まれていた。追悼のため、同年のコパ・チリはコパ・チリ・グリーン・クロスと命名された。この経緯から、チリではグリーン・クロスの悲劇（スペイン語: Tragedia de Green Cross）として知られている。

## 機体
事故機は1943年にC-47Aとして初飛行したDC-3（シリアルナンバー9716、登録番号CC-CLDP、210号機）である。エンジンにはプラット・アンド・ホイットニー R-1830を選択し、事故当時の飛行時間は18,299時間であった。
621便は、ガンボア空港（カストロ）から、エル・テプアル国際空港（プエルトモント）、マケウエ空港を経由してロス・セリージョス空港へ向かう便であった。

## 失踪
18時28分、621便はマケウエ空港から離陸した。雨中を飛行したため主翼とプロペラに着氷し、19時35分にはロス・アンヘレス上空より飛行高度の低下が要請された交信記録が残されている。その後、サント・ドミンゴの無指向性無線標識の記録を最後に消息を絶った。
失踪した機体の捜索が行われた。リナーレスの砲術学校所属のフアン・バンカラリ・サペティーニ（Juan Bancalari Zappettini）大佐によりリナーレス近郊の山腹に衝突したと推測された。4機のB-26が捜索と航空写真撮影のために用いられ、10日に機体の残骸が確認された。4月11日に尾部と何人かの遺体が発見されたことで、墜落により死亡したものと認定され17日に葬儀が行われた。犠牲者の葬儀はチリ中央サッカー協会で行われた。グリーン・クロスの選手の棺は協会内の殿堂に安置されているが、棺は象徴的なもので収められているのは遺体ではなく灰や石であると、グリーン・クロスの選手で難を逃れたカルロス・アル＝ノール・パラ（Carlos Al-Knor Parra）が証言している。

## 犠牲者
乗員4名、乗客20名が犠牲となった。事故機の乗客には、チリアマチュアサッカー協会の代表ルイス・メディナ（Luis Medina）、チリ中央サッカー協会（現在のチリプロサッカー協会の前身）理事ペドロ・バレンスエーラ（Pedro Valenzuela）、3人の審判、アルゼンチン代表として活躍したエリセオ・モウリーニョを含むクルブ・デ・デスポルト・グリーン・クロスの選手8人、トレーナー、コーチが含まれていた。

## 影響
オソルノ選抜とアウェーとなるオソルノで戦い、1-1のドローであったクルブ・デ・デスポルト・グリーン・クロスの選手は2機に分乗したが、経由地がより少ない621便にチームの主力選手が搭乗した影響もあり、ホームでの試合には0-1で敗れ、敗退している。事故後、エリセオ・モウリーニョの旧所属チームであるボカ・ジュニアーズからの元アルゼンチン代表ゴールキーパーフリオ・ムシメッシを含む4人の無償レンタル移籍をはじめとする支援を各所より受けた。その年のプリメーラ・ディビシオンでは12位、翌年には最下位となり2部に陥落、1964年に復帰したものの、1965年にデポルテス・テムコに合併された。

## 発見
尾部を除く機体は長期間行方不明となっていた。2015年1月、レオナルド・アルボルノス（Leonardo Albornoz）とローウェル・ロペス（Lower López）のチームによりマウレ州で発見された。機体の残骸は良好な状況にあり、人骨も確認されたが、現場の荒廃を防ぐため詳細な地点は伏せられ、標高3,200m、予想されていた地点よりも70km北とのみ明かされた。

## 注
1. ↑  この要請は、南下する他の航空機と干渉するため許可されなかった[5][7]。